# När dimman lättar
När dimman lättar är det svenska black metal-bandet Ulverheims första fullängdsalbum. Albumet utgavs 2011 av skivbolaget Soulseller Records.

## Låtlista
1. "Allting är dött" – 6:07
2. "Rop från de döda" – 5:21
3. "Terror" – 4:43
4. "När dimman lättar" – 6:10
5. "Levande begravd" – 5:21
6. "Arkebusering" – 4:10
7. "Dödens väg" – 5:07
8. "Bomberna faller" – 4:36
9. "Pest" – 9:29

Total längd: 51:04

- Text: Ulverheim (Patrik Rhedin) (alla låtar)
- Musik: Ulverheim (Patrik Rhedin) (alla låtar)

## Medverkande
- Ulverheim (Patrik Rhedin) – sång, gitarr, basgitarr, keyboard
- Fhurgast – trummor
- Hellmaker – sologitarr
- Dr Lindblood – sologitarr
- Kali Ma – basgitarr

## Produktion
- Ulverheim (Patrik Rhedin), Fhurgast – producent, ljudtekniker
- Soulseller Records – producent
- Ulverheim (Patrik Rhedin) – logo